# أبرتا
أبِرتا (بالإنجليزية: Abarta)‏ في الأساطير الأيرلندية هو رب إيرلندي/كلتي، وعضو في توتا دي دانان (شعب الإله دانو، أو شعب الآلهة). والاسم يعني «منفذ الأقدار».